# Lepanthopsis
Lepanthopsis é um género botânico pertencente à família das orquídeas (Orchidaceae).
O gênero Lepanthopsis foi proposto por Ames em Botanical Museum Leaflets I 9: 3, 7, em 1933, quando elevou à categoria de gênero esta seção de Pleurothallis originalmente proposta por Cogniaux.
Espécie tipo: Lepanthopsis floripecten (Rchb.f.) Ames, (1933).

## Etimologia
O nome deste gênero é um referência à sua semelhança com o gênero Lepanthes.

## Sinônimos
- Pleurothallis sect. Lepanthopsis Cogn., Flora Brasiliensis 3(4): 591. (1896).

## Habitat
Habitam florestas quentes úmidas e sombrias, a grande maioria endêmica do Caribe, poucas espécies disseminadas pela América Latina, apenas três referidas para o Brasil, Lepanthopsis densiflora, Lepanthopsis floripecten e Lepanthopsis pulchella.

## Descrição
O gênero Lepanthopsis é formado por cerca de quarenta pequenas espécies em regra epífitas, de crescimento cespitoso, raro prolíferas ou escandentes, algumas muito parecidas entre si e de difícil identificação.
A grande maioria das espécies pode ser reconhecida por seus delicadíssimos caules alongados recobertos por longas bainhas de extremidade lepantiforme, ou seja no final alargadas em forma de corneta.  Sua folhas são pequenas e delicadas, de elípticas até bastante estreitadas, atenuadas para a base. A inflorescência é apical, racemosa e multiflora, raro solitária.
As espécies brasileiras apresentam inflorescência com muitas flores minúsculas paralelas, bastante juntas, dispostas em duas carreiras mais ou menos voltadas para o mesmo lado. As pétalas são quase orbiculares, ou ovaladas e levemente acuminadas, muito menores que as sépalas, estas lanceoladas e acuminadas, as laterais concrescidas pelo menos até a metade, com todos os segmentos bem explanados. O labelo é carnoso, em regra inteiro e largo. A coluna é curta com antera freqüentemente apical e duas polínias.

## Taxonomia
Em 2005, Luer propôs o gênero Expedicula, ao qual submeteu duas espécies antes classificadas como Lepanthopsis,  a Expedicula apoda (Garay & Dunst.) Luer e a Expedicula dewildei (Luer & R.Escobar) Luer.

## Filogenia
Informações sobre a filogenia de Lepanthopsis estão detalhadas no capítulo referente a Anathallis.

## Espécies
1. 1. Lepanthopsis abbreviata Luer & Hirtz, Monogr. Syst. Bot. Missouri Bot. Gard. 39: 8 (1991)
2. Lepanthopsis acetabulum Luer, Phytologia 55: 196 (1984)
3. Lepanthopsis acuminata Ames, Bot. Mus. Leafl. 6: 70 (1938)
4. Lepanthopsis anthoctenium (Rchb.f.) Ames, Bot. Mus. Leafl. 1(9): 7 (1933)
5. Lepanthopsis apoda (Garay & Dunst.) Luer, Selbyana 7: 100 (1982)
6. Lepanthopsis aristata Dod, Moscosoa 4: 143 (1986)
7. Lepanthopsis astrophora (Rchb.f. ex Kraenzl.) Garay, Caldasia 8: 520 (1962)
8. Lepanthopsis atrosetifera Dod, Moscosoa 4: 145 (1986)
9. Lepanthopsis barahonensis (Cogn.) Garay, J. Arnold Arbor. 50: 464 (1969)
10. Lepanthopsis calva Dod ex Luer, Monogr. Syst. Bot. Missouri Bot. Gard. 88: 103 (2002)
11. Lepanthopsis comet-halleyi Luer, Monogr. Syst. Bot. Missouri Bot. Gard. 39: 70 (1991)
12. Lepanthopsis constanzensis (Cogn.) Garay, Arch. Jard. Bot. Rio de Janeiro 12: 179 (1953)
13. Lepanthopsis cucullata Dod, Moscosoa 4: 145 (1986)
14. Lepanthopsis culiculosa Luer, Phytologia 55: 197 (1984)
15. Lepanthopsis densiflora (Barb.Rodr.) Ames, Bot. Mus. Leafl. 1(9): 11 (1933)
16. Lepanthopsis dewildei Luer & R.Escobar, Monogr. Syst. Bot. Missouri Bot. Gard. 52: 116 (1994)
17. Lepanthopsis dodii Garay, J. Arnold Arbor. 50: 463 (1969)
18. Lepanthopsis farrago (Luer & Hirtz) Luer, Monogr. Syst. Bot. Missouri Bot. Gard. 39: 72 (1991)
19. Lepanthopsis floripecten (Rchb.f.) Ames, Bot. Mus. Leafl. 1(9): 11 (1933)
20. Lepanthopsis glandulifera Dod, Moscosoa 1: 46 (1977)
21. Lepanthopsis hirtzii Luer, Monogr. Syst. Bot. Missouri Bot. Gard. 39: 38 (1991)
22. Lepanthopsis hotteana (Mansf.) Garay, Arch. Jard. Bot. Rio de Janeiro 12: 180 (1953)
23. Lepanthopsis lingulata Dod, Moscosoa 4: 150 (1986)
24. Lepanthopsis melanantha (Rchb.f.) Ames, Bot. Mus. Leafl. 1(9): 19 (1933)
25. Lepanthopsis micheliae Dod, Moscosoa 3: 119 (1984)
26. Lepanthopsis microlepanthes (Griseb.) Ames, Bot. Mus. Leafl. 1(9): 24 (1933)
27. Lepanthopsis moniliformis Dod, Moscosoa 1: 47 (1977)
28. Lepanthopsis obliquipetala (Ames & C.Schweinf.) Luer, Monogr. Syst. Bot. Missouri Bot. Gard. 39: 76 (1991)
29. Lepanthopsis ornipteridion Dod, Moscosoa 4: 152 (1986)
30. Lepanthopsis peniculus (Schltr.) Garay, Orchid J. 2: 468 (1954)
31. Lepanthopsis pristis Luer & R.Escobar, Orquideologia 16: 27 (1986)
32. Lepanthopsis prolifera Garay, Orchid J. 2: 468 (1954)
33. Lepanthopsis pulchella Garay & Dunst., Venez. Orchids Ill. 3: 160 (1965)
34. Lepanthopsis purpurata Dod ex Luer, Monogr. Syst. Bot. Missouri Bot. Gard. 103: 309 (2005)
35. Lepanthopsis pygmaea C.Schweinf., Amer. Orchid Soc. Bull. 14: 518 (1946)
36. Lepanthopsis rinkei Luer, Monogr. Syst. Bot. Missouri Bot. Gard. 88: 104 (2002)
37. Lepanthopsis serrulata (Cogn.) Hespenh. & Garay, Caldasia 10: 233 (1968)
38. Lepanthopsis stellaris Dod, Moscosoa 3: 54 (1978)
39. Lepanthopsis steyermarkii Foldats, Acta Bot. Venez. 3: 356 (1968)
40. Lepanthopsis ubangii Luer, Monogr. Syst. Bot. Missouri Bot. Gard. 39: 64 (1991)
41. Lepanthopsis vellozicola R.C.Mota, F.Barros & Stehmann, Novon 19: 383 (2009)
42. Lepanthopsis vinacea C.Schweinf., Bot. Mus. Leafl. 18: 109 (1958)
43. Lepanthopsis woodsiana Dod ex Luer, Monogr. Syst. Bot. Missouri Bot. Gard. 103: 309 (2005)